# Hillebrandia sandwicensis
Hillebrandia sandwicensis är en begoniaväxtart som beskrevs av Daniel Oliver. Hillebrandia sandwicensis ingår i släktet Hillebrandia och familjen begoniaväxter. Inga underarter finns listade i Catalogue of Life.

## Bildgalleri

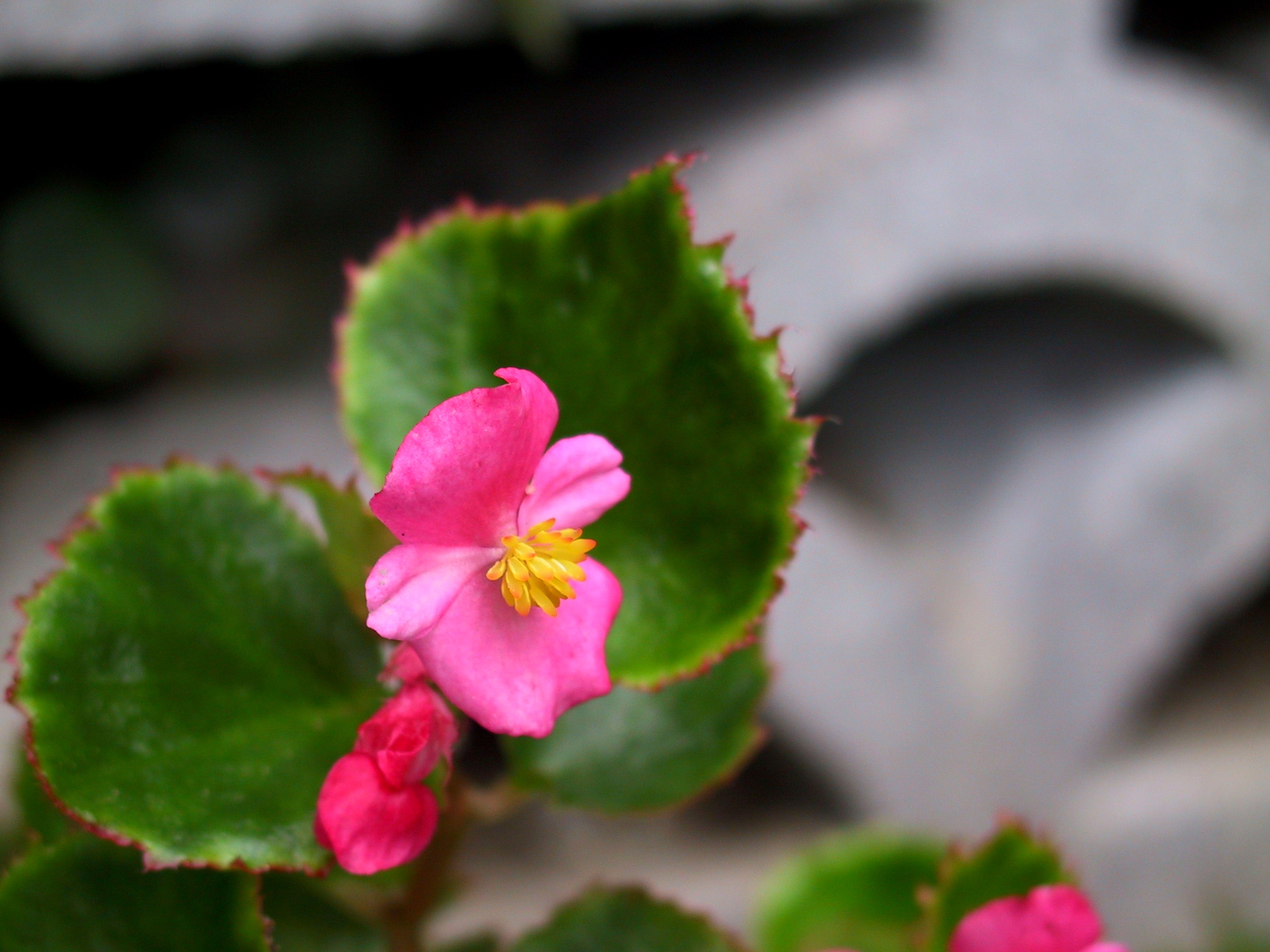